# Sinfonietta en la majeur (Prokofiev)

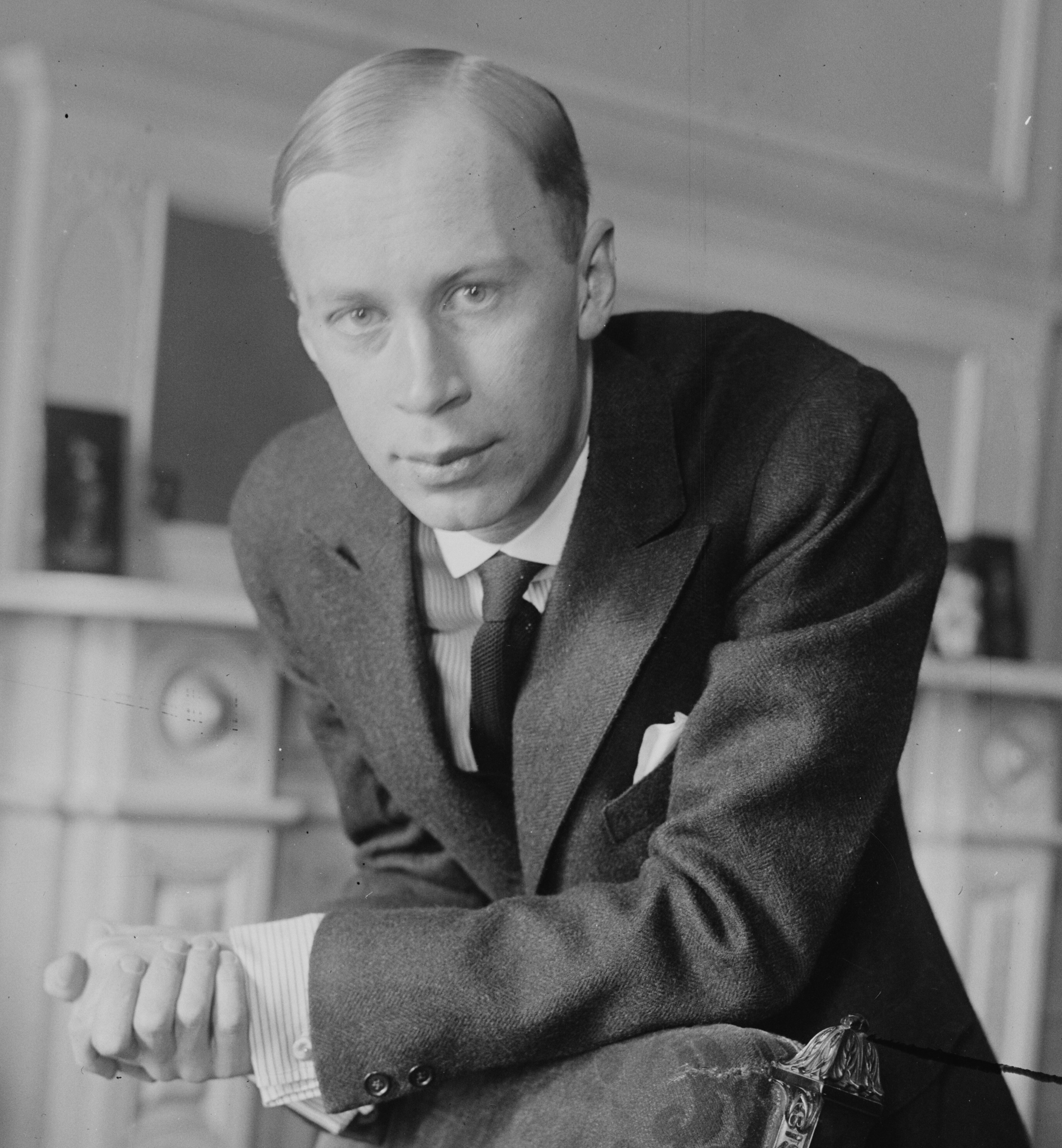
Sergueï Prokofiev vers 1918.

La Sinfonietta en la majeur Op. 5 est une œuvre pour orchestre de Sergueï Prokofiev.

## Historique
Sergueï Prokofiev a écrit sa Sinfonietta en la majeur, Op. 5, en 1909 et l'a dédiée à Nicolas Tcherepnine, son professeur de direction au Conservatoire de Saint-Pétersbourg.
Prokofiev a par la suite modifié ce morceau deux fois, une fois en 1914 et enfin en 1929. Il a publié la révision finale sous le numéro Op. 5/48. La première de la révision finale a été dirigée par Konstantin Saradzhev le 18 novembre 1930.

## Analyse
La Sinfonietta est proche de la Symphonie « Classique », avec son caractère léger, tout en gardant les changements de tonalités typiques de Prokofiev. Cependant, elle est rarement jouée.

## Mouvements
La pièce est en 5 mouvements et dure environ 25 minutes.
1. Allegro giocoso
2. Andante
3. Intermezzo: Vivace
4. Scherzo: Allegro risoluto
5. Allegro giocoso

## Instrumentation
| Instrumentation de la Sinfonietta                                    |
| Cordes                                                               |
| premiers violons, seconds violons, altos, violoncelles, contrebasses |
| Bois                                                                 |
| 2 flûtes 2 hautbois 2 clarinettes, 2 bassons                         |
| Cuivres                                                              |
| 4 cors, 2 trompettes                                                 |

## Enregistrements
| Orchestre                                               | Chef           | Label                        | Année | Format    |
| ------------------------------------------------------- | -------------- | ---------------------------- | ----- | --------- |
| Orchestre symphonique de Vienne                         | Henry Swoboda  | Westminster Records WL 50-31 | 1950  | 12-in. LP |
| Orchestre symphonique Tchaïkovski de la Radio de Moscou | Dzhemal Daigat | Melodiya                     | 1972  | LP        |
| Orchestre Philharmonia                                  | Riccardo Muti  | HMV                          | 1978  | LP        |
| Orchestre national royal d'Écosse                       | Neeme Järvi    | Chandos                      | 1986  | CD        |
| Orchestre de chambre de Lausanne                        | Alberto Zedda  | Virgin Classics              | 1989  | CD        |
| Chicago Chamber Orchestra                               | Dieter Kober   | Centaur Records (en)         | 1995  | CD        |